# 大岡昌博
大岡 昌博（おおおか まさひろ） は、日本の機械工学者。名古屋大学教授、第91期日本機械学会機素潤滑設計部門長。

## 人物・経歴
- 1986年、名古屋大学大学院工学研究科機械工学専攻博士課程修了
- 同年、富士電機総合研究所（のちの富士電機アドバンストテクノロジー）入社。
- 1991年、名古屋大学工学部講師。
- 1992年、静岡理工科大助教授。
- 2003年、名古屋大学大学院情報科学研究科 助教授。
- 2007年、名古屋大学大学院情報科学研究科 准教授。
- 2009年、名古屋大学大学院情報科学研究科 教授[1][2]。
- 2013年、第91期日本機械学会機素潤滑設計部門長[3]。
- 2014年、第19回日本バーチャルリアリティ学会大会副会長[4]。

## 受賞
- 1998年 日本機械学会論文賞[2]
- 2002年 日本機械学会論文賞[2]
- 2004年 日本機械学会機素潤滑設計部門業績賞[2]
- 2006年 Universiti Teknologi MARA 講演特別賞[2]
- 2006年 AEM学会著作賞[2]
- 2007年 The International Conference on Control, Instrumentation and Mechatronics Engineering, 2007 Best Paper Award[2]
- 2007年 日本機械学会船井賞[2]
- 2009年 アメリカ機械学会 2009 Best Mechatronics Paper[2]
- 2010年 World Automation Congress 2010 Best Paper Award[2]
- 2010年 日本機械学会論文賞[2]
- 2011年 MHS2011 Best Paper Award[2]
- 2014年 Performance Reliability Design Innovation Exploratory 2013-2014 Champion in College/University Category[2]
- 2015年 IEEE MHS2015 Best poster[2]
- 2015年 IEEE IRIS2015 Best paper[2]
- 2015年 Research Innovation Symposium Exposition 2015 Sliver[2]
- 2016年 Universiti Teknikal Malaysia Melaka Best Paper[2]
- 2016年 日本機械学会フェロー[2]
- 2017年 IEEE 2017 International Symposium on Micro-NanoMechatoronics and Human Science Best paper[2]
- 2017年 日本機械学会創立120周年記念功労表彰[2]